# Loraine
Loraine är en ort i Adams County i delstaten Illinois, USA. År 2000 hade orten 363 invånare. Den har enligt United States Census Bureau en area på 2,2 km², allt är land.